# Rioja Alavesa
Rioja Alavesa/Arabako Errioxa, właśc. Cuadrilla de Laguardia-Rioja Alavesa (bask. Biasteri-Arabako Errioxako Kuadrilla) – comarca w Hiszpanii, w Kraju Basków, w prowincji Álava. Stolicą comarki jest Guardia. Liczba ludności wynosi 10 690, a powierzchnia 315,83 km².

## Gminy
W skład comarki Arabako Errioxako kuadrila wchodzi 15 gmin. Są to:
- Arabako Moreda
- Bastida
- Biasteri
- Bilar
- Ekora
- Eltziego
- Eskuernaga
- Kripan
- Lantziego
- Lapuebla Labarka
- Leza
- Mañueta
- Navaridas
- Oion
- Samaniego